# Bhután a 2004. évi nyári olimpiai játékokon
Bhután a görögországi Athénban megrendezett 2004. évi nyári olimpiai játékok egyik részt vevő nemzete volt. Az országot az olimpián 1 sportágban 2 sportoló képviselte, akik érmet nem szereztek.

## Íjászat
Férfi

| Versenyző     | Versenyszám | Selejtező | Selejtező | 64-es főtábla                            | 32-es főtábla                        | Nyolcaddöntő      | Negyeddöntő       | Elődöntő          | Döntő             | Helyezés |
| Versenyző     | Versenyszám | Pont      | Kiemelt   | Ellenfél Eredmény                        | Ellenfél Eredmény                    | Ellenfél Eredmény | Ellenfél Eredmény | Ellenfél Eredmény | Ellenfél Eredmény | Helyezés |
| ------------- | ----------- | --------- | --------- | ---------------------------------------- | ------------------------------------ | ----------------- | ----------------- | ----------------- | ----------------- | -------- |
| Tasi Peldzsor | Egyéni      | 627       | 52.       | Jocelyn de Grandis (FRA) (13.) · 161-136 | Anton Prilepov (BLR) (45.) · 152-155 | kiesett           | kiesett           | kiesett           | kiesett           | 32.      |

Női

| Versenyző       | Versenyszám | Selejtező | Selejtező | 64-es főtábla                   | 32-es főtábla                               | Nyolcaddöntő      | Negyeddöntő       | Elődöntő          | Döntő             | Helyezés |
| Versenyző       | Versenyszám | Pont      | Kiemelt   | Ellenfél Eredmény               | Ellenfél Eredmény                           | Ellenfél Eredmény | Ellenfél Eredmény | Ellenfél Eredmény | Ellenfél Eredmény | Helyezés |
| --------------- | ----------- | --------- | --------- | ------------------------------- | ------------------------------------------- | ----------------- | ----------------- | ----------------- | ----------------- | -------- |
| Csering Cshoden | Egyéni      | 600       | 54.       | Lin Szang (CHN) (11.) · 159-156 | Rína Kumári (IND) (43.) · 134 (+4)-134 (+7) | kiesett           | kiesett           | kiesett           | kiesett           | 32.      |